# Karel Skramuský
Karel Skramuský (4. listopadu 1926 – ???) byl český a československý politik a poúnorový bezpartijní poslanec Národního shromáždění ČSSR a Sněmovny lidu Federálního shromáždění.

## Biografie
Ve volbách roku 1960 byl zvolen do Národního shromáždění ČSSR za Severočeský kraj jako bezpartijní kandidát. Mandát získal i ve volbách v roce 1964. V Národním shromáždění zasedal až do konce jeho funkčního období v roce 1968.
K roku 1968 se profesně uvádí jako mistr montáže z obvodu Chomutov-severozápad.
Po federalizaci Československa usedl roku 1969 do Sněmovny lidu Federálního shromáždění (volební obvod Chomutov-severozápad), kde setrval do července 1970, kdy rezignoval na poslaneckou funkci.